# La Giettaz
La Giettaz – miejscowość i gmina we Francji, w regionie Owernia-Rodan-Alpy, w departamencie Sabaudia.
Według danych na rok 1990 gminę zamieszkiwało 506 osób, a gęstość zaludnienia wynosiła 14 osób/km² (wśród 2880 gmin regionu Rodan-Alpy La Giettaz plasuje się na 1141. miejscu pod względem liczby ludności, natomiast pod względem powierzchni na miejscu 138.).

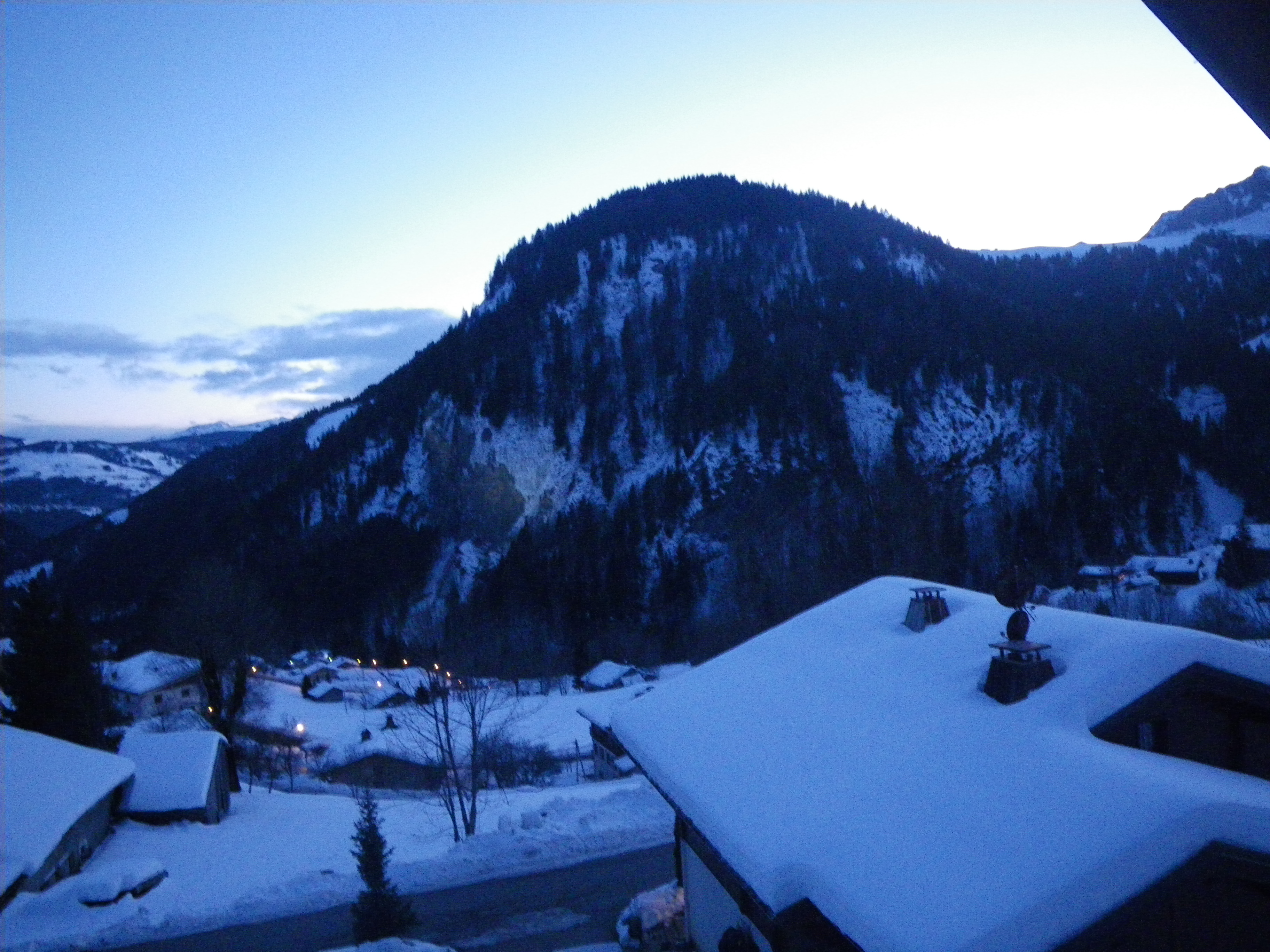
La Giettaz, 2008